# كونستانتينوس داسكالاكيس
كونستانتينوس داسكالاكيس (باليونانية: Κωνσταντίνος Δασκαλάκης)‏ (29 أبريل 1981 في أثينا - ) بروفيسور، وعالم حاسوب من اليونان.

## الجوائز
- جائزة نيفانلينا
- Kalai Prize [الإنجليزية]‏
- ACM Doctoral Dissertation Award [الإنجليزية]‏